# ولسوالی ناری
ناری یکی از ولسوالیهای ولایت کنر در شمال خاوری افغانستان است. جمعیت این ناحیه نزدیک به ۳۲۵۱۰ نفر اعلام شده‌است.